# 前川眞基
前川 眞基（まえかわ まさもと、1949年10月17日 - ）は、日本の実業家。トヨタアドミニスタ代表取締役社長や、トヨタ自動車代表取締役副社長を経て、トヨタ東京自動車大学校理事長、トヨタ名古屋自動車大学校理事長、トヨタ神戸自動車大学校理事長。

## 人物・経歴
1968年神奈川県立多摩高等学校卒業。1973年神戸大学経済学部卒業、トヨタ自動車販売（現トヨタ自動車）入社。第4販売部部長、ネッツ店営業部部長、国内マーケティング部部長を経て、2003年常務役員。2007年顧問、トヨタアドミニスタ（現トヨタモビリティ東京）代表取締役社長。
直言居士として知られ、豊田章男代表取締役社長の新体制で2009年にトヨタ自動車専務取締役国内販売事業本部本部長に復帰。2012年からはトヨタ自動車代表取締役副社長やトヨタマーケティングジャパン代表取締役社長を務め、税制への対応などを行った。2013年トヨタ東京自動車大学校理事長、トヨタ神戸自動車大学校理事長。2020年藍綬褒章受章。
トヨタカローラ愛知監査役、トヨタレンタリース東京監査役、トヨタリック九州監査役、アムラックストヨタ取締役、トヨタエンタプライズ取締役、福岡トヨペット監査役、トヨタオートモールクリエイト取締役、トヨタ名古屋教育センター監査役、トヨタファイナンス取締役、大阪トヨタ自動車監査役、トヨタファイナンシャルサービス取締役、国際経済研究所取締役、日本自動車工業会理事なども歴任した。